# Ignazio
Ignazio  è un nome proprio di persona italiano maschile.

## Varianti
- Femminili: Ignazia[1][3][6]
  - Alterati: Ignazina[1]

### Varianti in altre lingue
- Albanese: Injac
- Asturiano: Inacio[7]
- Azero: İqnati
- Basco: Iñazio[7], Iñaki[2][7]
- Bielorusso: Ігнацій (Ihnacij)
- Bretone: Ignas
- Bulgaro: Игнатий (Ignatij)
- Catalano: Ignasi[2][7]
- Ceco: Ignác[2]
- Croato: Ignacije, Ignac[4]
- Esperanto: Ignaco
- Francese: Ignace[2][3][4]
- Galiziano: Ignacio[7], Iñacio[7]
- Greco moderno: Ιγνάτιος (Ignatios)
- Inglese: Ignatius[8]
  - Ipocoristici: Iggy[2]
- Irlandese: Iognáid
- Latino: Ignatius[1][2][4][8], Egnatius[1][2][4][8]
  - Femminili: Ignatia[4]
- Lettone: Ignācijs
- Lituano: Ignas[2], Ignacas
- Macedone: Игнатиј (Ignatij)
- Olandese: Ignaas[2]
- Polacco: Ignacy[2]
- Portoghese: Inácio[2]
- Rumeno: Ignațiu
- Russo: Игнатий (Ignatij)[2]
- Serbo: Игњатије (Ignjatije)
- Slovacco: Ignác
- Sloveno: Ignacij[2], Ignac[2]
  - Ipocoristici: Nace[2]
- Spagnolo: Ignacio[2][3]
  - Ipocoristici: Nacio[2], Nacho[2][3]
- Tedesco: Ignatz[2][3][4], Ignaz[3], Ignatius[3]
- Ucraino: Ігнатій (Ihnatij)
- Ungherese: Ignác[2][4]

## Origine e diffusione
Deriva dal cognomen romano Egnatius, probabilmente di origine etrusca e quindi dall'etimologia indecifrabile; in epoca postclassica, esso venne associato popolarmente al vocabolo latino ignis, ossia "fuoco", mutando quindi in Ignatius, da cui derivano le forme moderne.
Il nome godeva di buona popolarità anticamente in Spagna, dove andò a confondersi con un nome locale, Íñigo (che viene spesso considerato una sua variante, pur avendo origine diversa); tale nome era portato da Ignazio di Loyola, fondatore dei gesuiti. Si deve proprio al suo culto, oltre che a quello di sant'Ignazio d'Antiochia e di altri santi omonimi, la buona diffusione del nome in Italia; qui sia il maschile, sia il meno comune femminile sono attestati principalmente in Sicilia e, in misura minore, in Sardegna.

## Onomastico

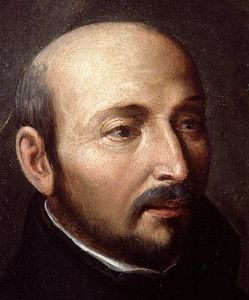
sant'Ignazio di Loyola

L'onomastico viene festeggiato solitamente il 31 luglio, in memoria di sant'Ignazio di Loyola, fondatore della Compagnia di Gesù. Con questo nome si ricordano comunque diversi santi e beati, fra i quali, alle date seguenti:
- 3 febbraio, sant'Ignazio, zio di san Celerino, martire in Africa[5][10]
- 11 maggio, sant'Ignazio da Laconi, religioso cappuccino[9][10]
- 11 giugno, beato Ignazio Maloyan, vescovo di Mardin e martire durante il genocidio armeno[9]
- 12 luglio, sant'Ignazio Clemente Delgado, vescovo martire a Nam Định[9]
- 15 luglio, beato Ignazio de Azevedo, gesuita e martire con altri compagni nelle Canarie[9]
- 26 luglio, sant'Ignazio Steironita[5]
- 7 settembre, beato Ignacy Kłopotowski, sacerdote, fondatore[9]
- 16 settembre, beato Ignazio Casanovas, sacerdote scolopio, martire a Òdena[9]
- 22 settembre, sant'Ignazio da Santhià, sacerdote cappuccino[9][10]
- 26 settembre, sant'Ignazio Kim Che-Jun, laico ucciso a Seul, uno dei martiri di Corea[10]
- 17 ottobre (20 dicembre per la Chiesa ortodossa, in precedenza 1º febbraio), sant'Ignazio, vescovo di Antiochia e martire sotto Traiano, annoverato fra i Padri della Chiesa[5][9][10]
- 21 ottobre, sant'Ignazio, sacerdote, martire a Colonia con sant'Orsola e le sue compagne[10]
- 23 ottobre, sant'Ignazio I, patriarca di Costantinopoli[5][9][10]

## Persone
- Ignazio Abate, calciatore italiano

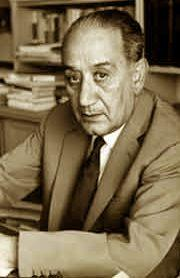
Ignazio Silone

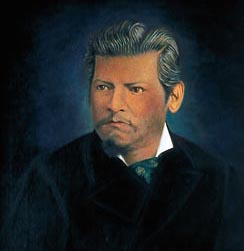
Ignacio Manuel Altamirano

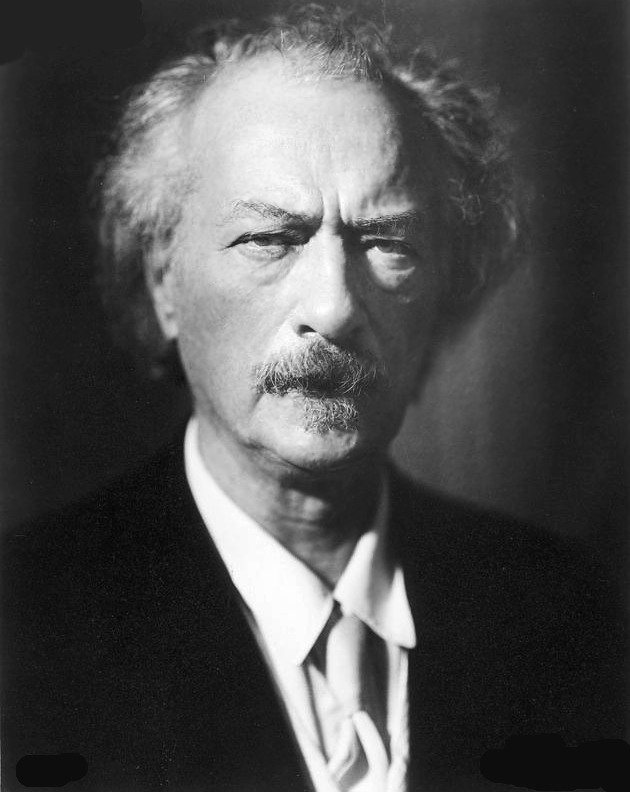
Ignacy Paderewski

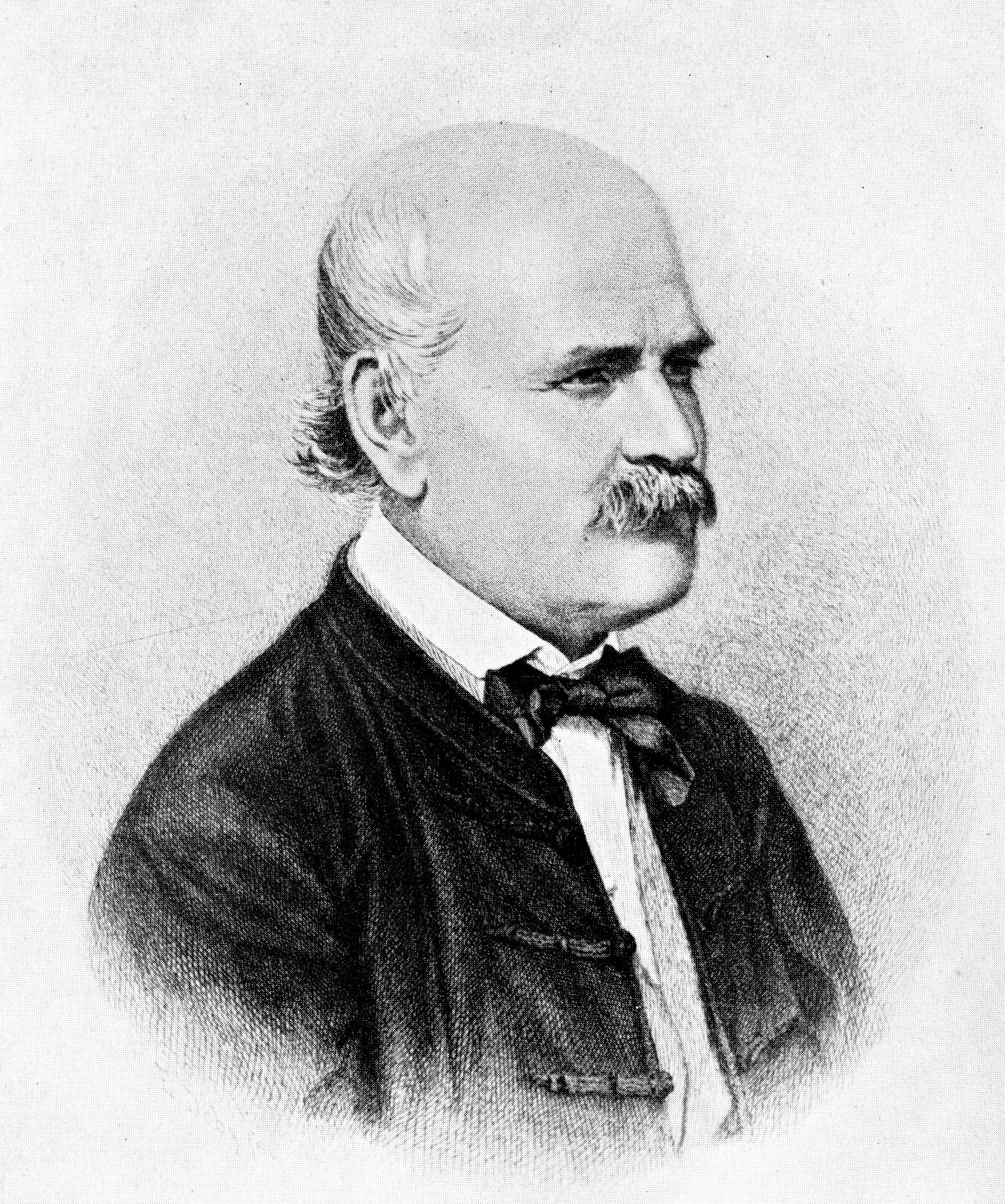
Ignác Semmelweis

- Ignazio Busca, cardinale e nobiluomo italiano
- Ignazio Ciaia, patriota italiano
- Ignazio Corrao, politico italiano
- Ignazio Danti, matematico, astronomo, vescovo cattolico e cosmografo italiano
- Ignazio Giunti, pilota automobilistico italiano
- Ignazio Hugford, pittore italiano
- Ignazio Knoblecher, religioso, missionario ed esploratore sloveno
- Ignazio La Russa, politico italiano
- Ignazio Marcoccio, dirigente sportivo e politico italiano
- Ignazio Marino, medico e politico italiano
- Ignazio Paternò Castello, archeologo e mecenate italiano
- Ignazio Schino, giornalista, conduttore radiofonico e scrittore italiano
- Ignazio Silone, scrittore e politico italiano

### Variante Ignacio
- Ignacio Manuel Altamirano, giornalista, politico, scrittore e insegnante messicano
- Ignacio Ellacuría, gesuita, missionario e teologo spagnolo
- Ignacio García-Valiño, scrittore spagnolo
- Ignacio Iglesias, politico e antifascista spagnolo
- Ignacio López Rayón, rivoluzionario messicano
- Ignacio Matte Blanco, psichiatra e psicanalista cileno
- Ignacio Ramonet, scrittore e giornalista spagnolo

### Variante Ignacy
- Ignacy Daszyński, politico e giornalista polacco
- Ignacy Krasicki, arcivescovo cattolico polacco
- Ignacy Łukasiewicz, farmacista, chimico, inventore e industriale polacco
- Ignacy Paderewski, pianista, compositore, politico e diplomatico polacco
- Ignacy Mościcki, chimico e politico polacco

### Altre varianti
- Ignace Brice, pittore belga
- Ignace de la Potterie, gesuita e teologo belga
- Inácio do Nascimento Morais Cardoso, cardinale e patriarca cattolico portoghese
- Ignatij Grinevickij, rivoluzionario russo
- Ignác Semmelweis, medico ungherese
- Ignaz von Dietrichstein, principe e condottiero austriaco
- Ignaz von Döllinger, presbitero, teologo e storico tedesco
- Ignaz von Seyfried, compositore, direttore d'orchestra e insegnante di musica austriaco